# Alice at the Palace
Alice at the Palace (v anglickém originále Alice at the Palace) je americký rodinný film z roku 1982. Režisérem filmu je Emile Ardolino. Hlavní role ve filmu ztvárnili Meryl Streep, Debbie Allen, Michael Jeter, Richard Cox a Mark Linn-Baker.

## Obsazení
| Meryl Streep    | - |
| Debbie Allen    | - |
| Michael Jeter   | - |
| Richard Cox     | - |
| Mark Linn-Baker | - |
| Deborah Rush    | - |